# 博瓦爾峰
46°25′03″N 9°54′09″E / 46.4174°N 9.90245°E

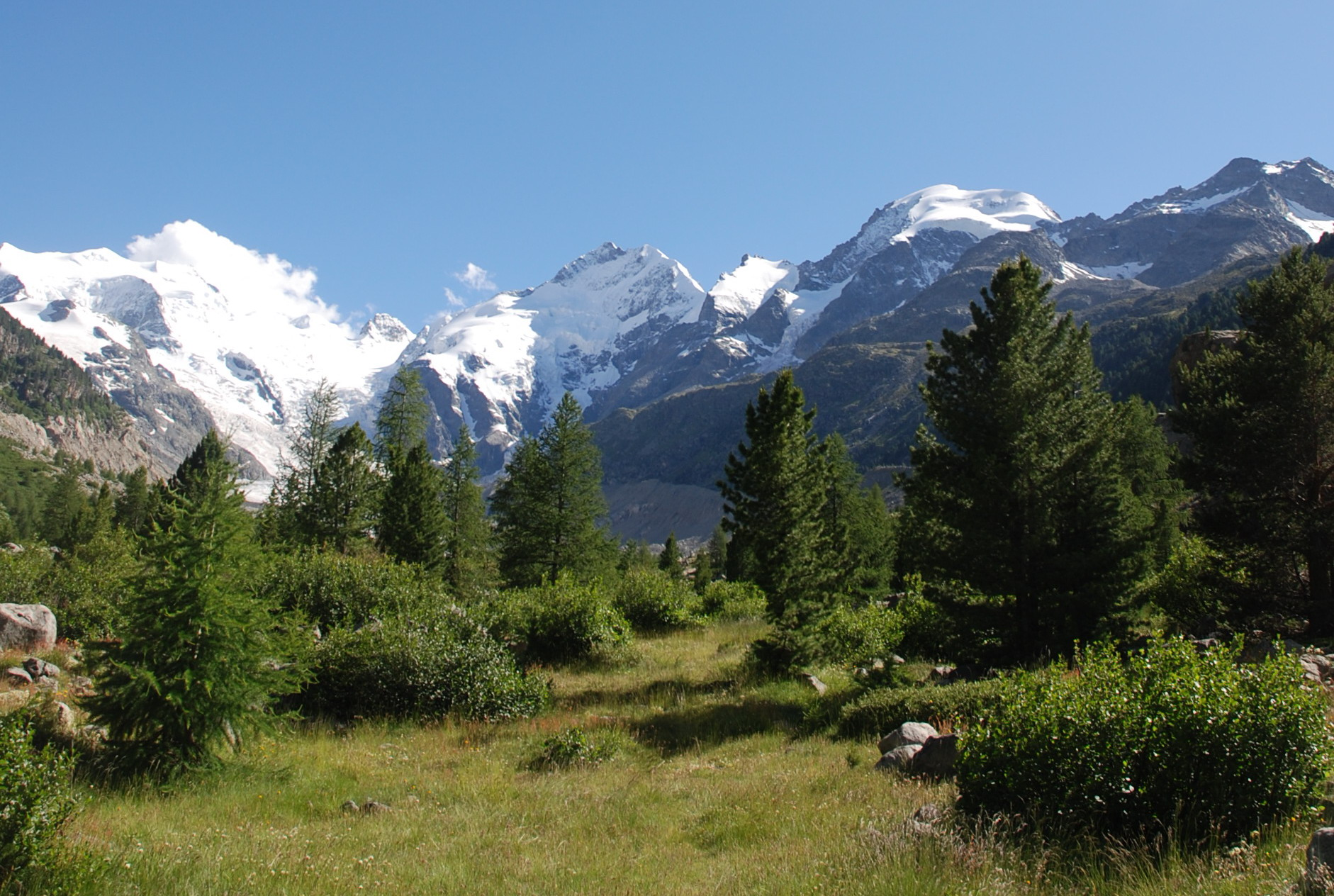

博瓦爾峰（Piz Boval），是瑞士的山峰，位於該國東部，由格勞賓登州負責管轄，屬於貝爾尼納山脈的一部分，海拔高度3,353米，每年平均降雨量1,693毫米。